# رونالد رايلي
رونالد رايلي (بالإنجليزية: Ronald Riley)‏ هو لاعب هوكي الحقل أسترالي، ولد في 14 سبتمبر 1947.

## وصلات خارجية
- رونالد رايلي على موقع أوليمبيديا (الإنجليزية)
- رونالد رايلي على موقع اللجنة الأولمبية الأسترالية (الإنجليزية)